# Old College (University of Edinburgh)
Old College er universitetsbygninger, der blev opført fra 1789-1827 i Edinburgh som en del af University of Edinburgh, Skotland. Den ligger på South Bridge, og bruges i dag som en del af universitetets administration, University of Edinburgh School of Law samt Talbot Rice Gallery.
Oprindeligt blev den kaldt New College, og bygningen blev tegnet af Robert Adam som erstatning for en række ældre bygninger, der tidligere havde ligget på stedet hvor kirken Kirk o' Field engang lå. Efter store forsinkelse blev den færigbygget, med et modificeret design af William Henry Playfair, bortset fra kuplen, der blev tilføjet senere. Det er en listed buliding af første grad.